# داگلاس ویک
داگلاس ویک (انگلیسی: Douglas Wick؛ زادهٔ ۳۰ نوامبر ۱۹۵۴) تهیه‌کننده و فیلم‌نامه‌نویس اهل ایالات متحده آمریکا است. وی از سال ۱۹۷۹ میلادی تاکنون مشغول فعالیت بوده‌است.